# Vector W2
La Vector W2 è una concept car creata dalla casa californiana Vector Motors nel 1980.

## Il contesto
Lo scopo dell'azienda era lo studio di una berlinetta dotata di sofisticate soluzioni aerodinamiche e di costruzione, in grado di competere, se non superare, le migliori coupé sportive del vecchio continente. Vennero utilizzate a tale scopo molte soluzioni di derivazione aeronautica, sia nella scelta dei materiali di costruzione che, ad esempio, negli interni con il cruscotto fornito di strumentazione e comandi molto simili a quelli presenti negli aerei.
Dotata di uno Chevrolet V8 biturbo da 5.7 L modificato dalla casa, per il quale dichiarava una potenza di oltre 600CV (450kW) e coppia massima superiore a 800 Nm, cosa che avrebbe dovuto far raggiungere all'autovettura la velocità di 320 km/h.
Il nome è probabilmente dovuto all'iniziale "W" di Jerry Wiegert (designer e fondatore della Vector), mentre il 2 rappresenta il numero delle turbine. Anche se si trattava solo di un prototipo, l'auto fu migliorata nel tempo dando l'impressione che se ne fossero prodotte tante. L'auto ha percorso più di 160.000 km nei test, più di ogni altra auto sportiva.
Il prototipo è di proprietà di Wiegert, e conservata nel quartier generale della Vector a Wilmington.
Dalle idee di base del prototipo nacque in seguito la prima vettura costruita in piccola serie dalla casa automobilistica, la Vector W8, entrata in produzione nel 1989.